# Martial Andrieu
Pour les articles homonymes, voir Andrieu.
Martial Andrieu, né le 12 juin 1971 à Carcassonne, est un artiste lyrique et un écrivain, biographe et régionaliste français.
Il est également l'auteur d'ouvrages liés à l'histoire de sa ville natale.

## Biographie
Initié d'abord à la musique par sa tante, Martial Andrieu fait ses études vocales et d'art dramatique au conservatoire national de région de Toulouse, avant de rejoindre le Chœur de l'armée française pendant son service militaire. Martial Andrieu est l'interprète de plusieurs ouvrages d'opéra comme soliste. Il est le biographe du compositeur français Paul Lacombe , auquel il a consacré plusieurs concerts et un ouvrage : Paul Lacombe, le testament musical d'un grand symphoniste français.

## Activités liées au patrimoine
En 2012, Martial Andrieu lance une pétition pour « sauver la Cité de Carcassonne de la ruine ». Éric Freysselinard, préfet de l'Aude, considère que la pétition jette « un discrédit sur la Cité qui n'a pas de sens » alors que des travaux sont budgétés pour les années à venir. À la suite de cette pétition, Jean-Claude Perez, député-maire de Carcassonne, pose une question orale au sein de l'Assemblée nationale à Aurélie Filippetti, ministre de la culture, sur les moyens financiers alloués à l'entretien de la Cité.
En 2013, après avoir eu connaissance de la démolition de la villa ayant abrité la Gestapo à Carcassonne, Martial Andrieu refuse que l'on oublie l'histoire des guérilleros espagnols et des résistants. Il a notamment retrouvé un certain nombre de témoignages faisant état de séances de tortures. Le maire de Carcassonne, Jean-Claude Perez, sensible aux « témoignages recueillis par le blogueur », indique que la maison sera rachetée par la ville et réhabilitée pour abriter un siège des Droits de l'homme. Toutefois, le changement de majorité municipale lors des élections de 2014 inverse cette décision. La nouvelle municipalité décide de ne pas racheter la villa. Martial Andrieu s'oppose alors à Gérard Larrat, maire de la ville. La municipalité explique sa décision par des raisons budgétaires avec un côut d'opération à hauteur de 900 000 euros. Martial Andrieu estime pour sa part qu'« à Carcassonne, on n'en a rien à faire du patrimoine »,.  
Avec ses recherches historiques, le nom de Martin Weill, victime oubliée du massacre de Baudrigue, à Roullens, perpétré par les nazis le 19 août 1944, est retrouvé 75 ans après. En présence de la famille de ce résistant, une cérémonie commémorative a lieu le 19 août 2019 sur les lieux de la tragédie,.
Par suite d'un projet de destruction de l'ancienne École normale d'instituteurs de Carcassonne, Martial Andrieu publie en 2019 une étude consacrée à ce bâtiment. Il insiste pour appuyer sa requête en faveur de sa préservation sur son caractère exceptionnel. La ville de Carcassonne obtient le classement de l'École normale d'instituteurs au titre des monuments historiques par arrêté du préfet de la région Occitanie en date du 10 décembre 2021.
En 2022, il donne l'alerte sur les réseaux sociaux au sujet de l'état du domaine Prat Mary, dit aussi domaine du maquis de Gonet, construit au XIXe siècle et acquis par la ville de Carcassonne en 2005 sous l'impulsion de Gérard Larrat. Martial Andrieu signale « une importante voie d'eau dans la toiture [… ] tout s'effondrera si on ne fait rien ». Dans sa réponse la municipalité indique « le site est surveillé, conservé et entretenu ».
Le samedi 27 janvier 2024, le Magazine du Monde le cite dans son article consacré à la rafle des mineurs juifs de Salsigne : "Le souvenir de la rafle du 31 janvier a resurgi grâce à Martial Andrieu, un chanteur lyrique originaire de Carcassonne, passionné d'histoire."

## Livres
- Carcassonne, mémoire en images, tome 2, Éditions Alan Sutton, 2008   (ISBN 978-2-84910-849-9)
- Carcassonne, mémoire en images, tome 3, Éditions Alan Sutton, 2011  (ISBN 978-2-8138-0327-6)
- L'Aude en 200 questions, Éditions Alan Sutton, 2012  (ISBN 978-2-8138-0647-5)
- Paul Lacombe, le testament musical d'un grand symphoniste français, Musique et patrimoine, 2013
- Carcassonne, une histoire de photographies 1851-1937, Musique et patrimoine, 2014  (ISBN 9782954328218)
- Carcassonne, une histoire de photographies 1937-1969, Musique et patrimoine, 2014  (ISBN 9782954328232)
- Ladislas Levavasseur[21], chirurgien-major de Napoléon Ier, Musique et patrimoine, 2014  (ISBN 9782954328225)
- Carcassonne, une histoire de photographies 1969-1995, Musique et patrimoine, 2016
- Villalbe. Un hameau de Carcassonne, Musique et patrimoine, 2017
- Carcassonne, les maires de la Révolution française à aujourd'hui[22], Musique et Patrimoine, 2021  (ISBN 9782954328256)
- Baudrigue, 19 août 1944, le récit de l'horreur, Musique et Patrimoine, 2023  (ISBN 9782954328270)
- Jean Bringer, chef de la Résistance de l'Aude. Qui l'a dénoncé ?, Musique et patrimoine, 2024

## Enregistrement
- Martial Andrieu chante Luis Mariano, Hector Studio, 2013[23]

## Distinctions
- 2003 : Médaille d'or de chant lyrique du Conservatoire National de Région de Limoges
- 2011 : Médaille d'honneur de la ville de Carcassonne[24]